# Creagrutus cochui
Creagrutus cochui és una espècie de peix de la família dels caràcids i de l'ordre dels caraciformes.

## Morfologia
Els adults poden assolir 7,9 cm de llargària total.

## Hàbitat
Viu en zones de clima tropical.

## Distribució geogràfica
Es troba a Sud-amèrica: conca occidental del riu Amazones.